# جون جاكسون (سياسي)
جون جاكسون (بالإنجليزية: John Jackson)‏ هو سياسي أمريكي، ولد في يونيو 1809، وتوفي في 4 نوفمبر 1887. انتخب عمدة تامبا، فلوريدا (3 فبراير 1862 – 22 فبراير 1862).